# Sophie Potocka
Sophie Potocka, en polonais : Zofia Wittowa puis Zofia Potocka, en ukrainien : Софія Костянтинівна Потоцька, née Sophia Glaveni (ou Clavone) le 11 janvier 1760 dans l'empire ottoman, morte le 24 novembre 1822 en Prusse, est une courtisane d'origine grecque (qui se faisait nommer Sophie de Tchelitche [Celice]) et un agent russe, devenue plus tard une noble polonaise. 
Elle était célèbre à son époque pour sa beauté et sa vie aventureuse (« La Belle Phanariote »). Pendant la guerre russo-turque de 1787-1792, elle est l'amante du prince commandant russe Grigori Potemkine et agit en tant qu'agent au service de la Russie. Morte à Berlin en 1822, elle est inhumée à Human (actuellement Ouman en Ukraine), d'abord dans la propriété familiale dite Zofiówka, puis dans un monument funéraire à côté de l'église de Talne.
Des compatriotes de son époque ont écrit : « Elle était belle comme un rêve, une enfant des pays du Sud. Tous ceux qui l'ont vue admirent sa beauté, allumant un feu dans le cœur des hommes et de l'envie dans les yeux des femmes. »

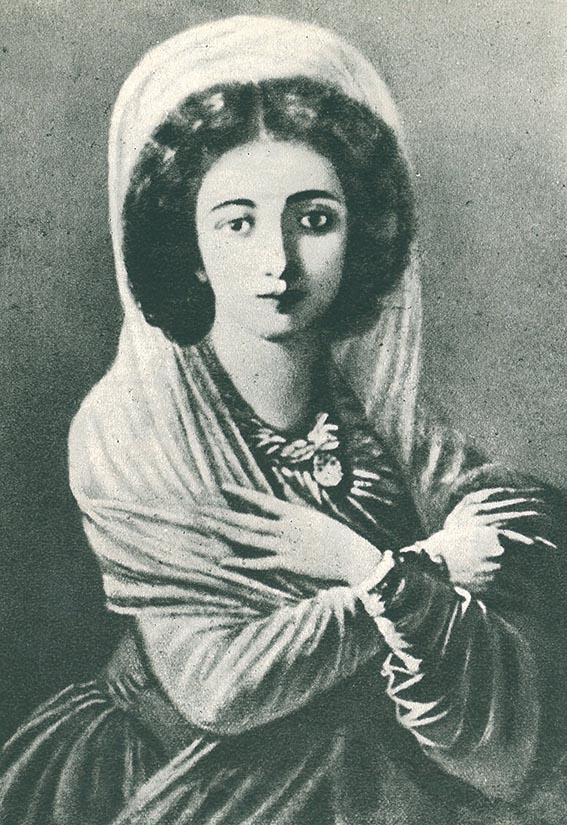
Son portrait au musée d’histoire locale d’Ouman.